# Vlag van Princenhage

Vlag van Princenhage

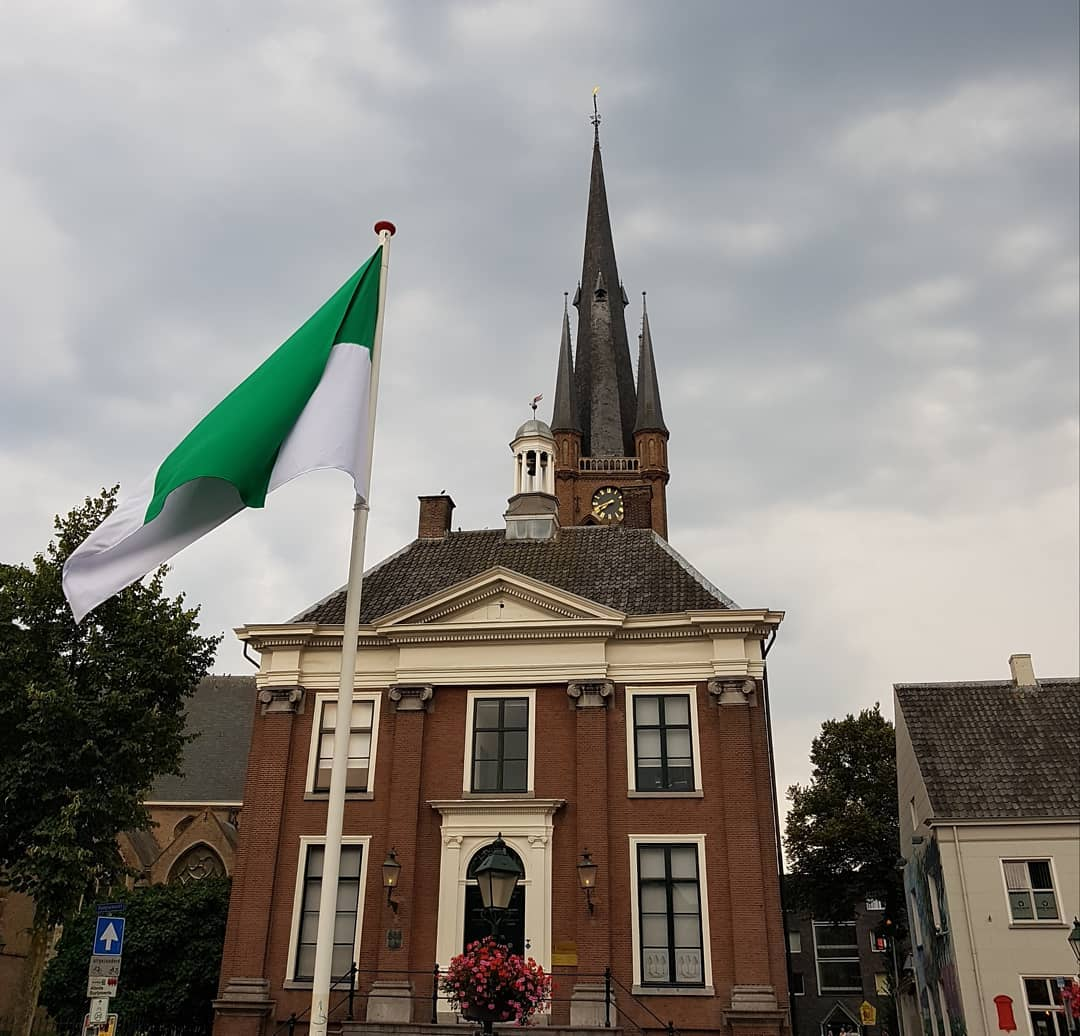
Officieus wordt in het dorp Princenhage veelvuldig een vlag van twee banen (groen en wit) met grote trots gebruikt.

De vlag van Princenhage werd op onbekende datum door het Nederlandse dorp Princenhage in gebruik genomen. De vlag kan als volgt worden beschreven:
Twee banen van gelijke hoogte in groen en wit.
De vlag is exact hetzelfde als de gemeentevlag van Ginneken en Bavel. De kleuren zijn ontleend aan het gemeentewapen.
Gemeentevlaggen zijn in Nederland een ‘modern’ verschijnsel. Met die kwalificatie is vooral bedoeld dat zij ver ná 1800, voor het merendeel zelfs na 1945, in zwang zijn gekomen. Vanouds zijn er op schepen uit kuststeden en -dorpen en in plaatsen langs de rivieren vlaggen gebruikt, waarvan sommige uit de middeleeuwen dateren. Aan Noord-Brabant ging dat verschijnsel nagenoeg voorbij. Wel bestonden er in de negentiende eeuw vlaggen van Bergen op Zoom, Breda, Grave, ’s-Hertogenbosch en Ravenstein. Hoever zij in de geschiedenis teruggingen is tot dusverre niet achterhaald.
In de nieuwe gemeente Breda, na de herindeling van 1942 en 1997 bestaan voor de dorpen, woonkernen of stadswijken geen officiële vlaggen. Officieus wordt in het dorp Princenhage veelvuldig een vlag van twee banen (groen en wit) met grote trots gebruikt.

## Verwante afbeeldingen

Wapen van Princenhage

Acht
· Alphen
· Bavel
· Berghem
· Berlicum
· Biest-Houtakker
· Borkel en Schaft
· Chaam
· Cromvoirt
· Cuijk
· Den Dungen
· Dinteloord
· Effen
· Esch
· Galder
· Geeren-Noord
· Gemonde
· Haagse Beemden
· Haaren
· Halsteren
· Helvoirt
· Herpen
· Heusden
· Langenboom
· Leur
· Megen, Haren en Macharen
· Moergestel
· Nieuw-Vossemeer
· Nuland
· Olland
· Orthen
· Princenhage
· Ravenstein
· Rosmalen
· Sint-Michielsgestel
· Sprang
· Steenbergen
· Strijbeek
· Teteringen
· Ulvenhout
· Udenhout
· Velp
· Vierlingsbeek
· Waspik
· Wintelre